# The Throne of Fire
The Throne of Fire (Originaltitel: Il trono di fuoco) ist ein italienischer Barbarenfilm aus dem Jahr 1983. Der von Franco Prosperi inszenierte Film kam 1986 in deutsche Kinos. Im Fernsehen wurde er unter dem Titel Der Thron des Feuers ausgestrahlt.

## Handlung
Belio, ein Bote des Teufels, zeugt mit einer Hexe einen Sohn, Morak (im Original: Walat), der dazu vorgesehen ist, die Menschen ins Verderben zu führen, weshalb er den Feuerthron von König Argos besteigen soll. Er wächst heran; seine Leute töten den König. Um auf den Thron zu gelangen, muss er jedoch Valkari (im Original: Brunilde), die Prinzessin, ehelichen. Diese flieht jedoch, Moraks Leute sind mordend und brandschatzend hinter ihr her, weshalb Siegfried (im Original Thor), ein unverwundbarer und starker Kämpfer, sich auf Seiten der Prinzessin schlägt.
Mehrmals können die Häscher Moraks Siegfried gefangen nehmen; jedes Mal gelingt ihm wieder die Flucht. Siegfried kann sich gegen alle Widerstände bis zu Morak durchschlagen und ihn im Zweikampf auf den Thron zwingen, der den Bösewicht mit Flammen verschlingt.

## Kritik
„Die Dreistigkeit, mit der uns die Produzenten dieses saumäßig geplotteten Farbschinken minutenlang Kampfszenen aus Das Schwert des Barbaren vorsetzen, zeigt wohl, für wes Geistes Kind sie ihre Konsumenten halten“, schreiben Ronald M. Hahn/Volker Jansen, Norbert Stresau in ihrem Lexikon des Fantasyfilms, was die Kollegen vom Lexikon des internationalen Films bestätigen: „Primitiv zusammengeschusterter Fantasy-Film, der die fadenscheinige Handlung für eine recht spekulative Ansammlung von billigen Gewaltszenen und Horror-Einlagen ausschlachtet.“
Am 9. August 2013 wurde der Film im Rahmen der Tele-5-Reihe Die schlechtesten Filme aller Zeiten gezeigt.